# Anton Giulio Barrili
Anton Giulio Barrili (né le 14 décembre 1836 à Savone, en Ligurie - mort le 15 août 1908 à Carcare, en Ligurie) était un écrivain italien, qui participa au combat pour l'indépendance italienne aux côtés de Garibaldi.

## Œuvres

### Romans
- Capitan Dodéro (1865)
- Santa Cecilia (1866)
- L'olmo e l'edera (1869)
- I misteri di Genova (1867-1870)
- I rossi e i neri (1871)
- Come un Sogno (1875)
- L'Olmo e l'Edera (1877)
- L'anello di Salomone (1883)
- Con Garibaldi alle porte di Roma (1895)

### Recueil de nouvelles
- Uomini e bestie (1886)

### Théâtre
- La legge Oppia (1873)
- Zio Cesare (1888)